# 馬來料理

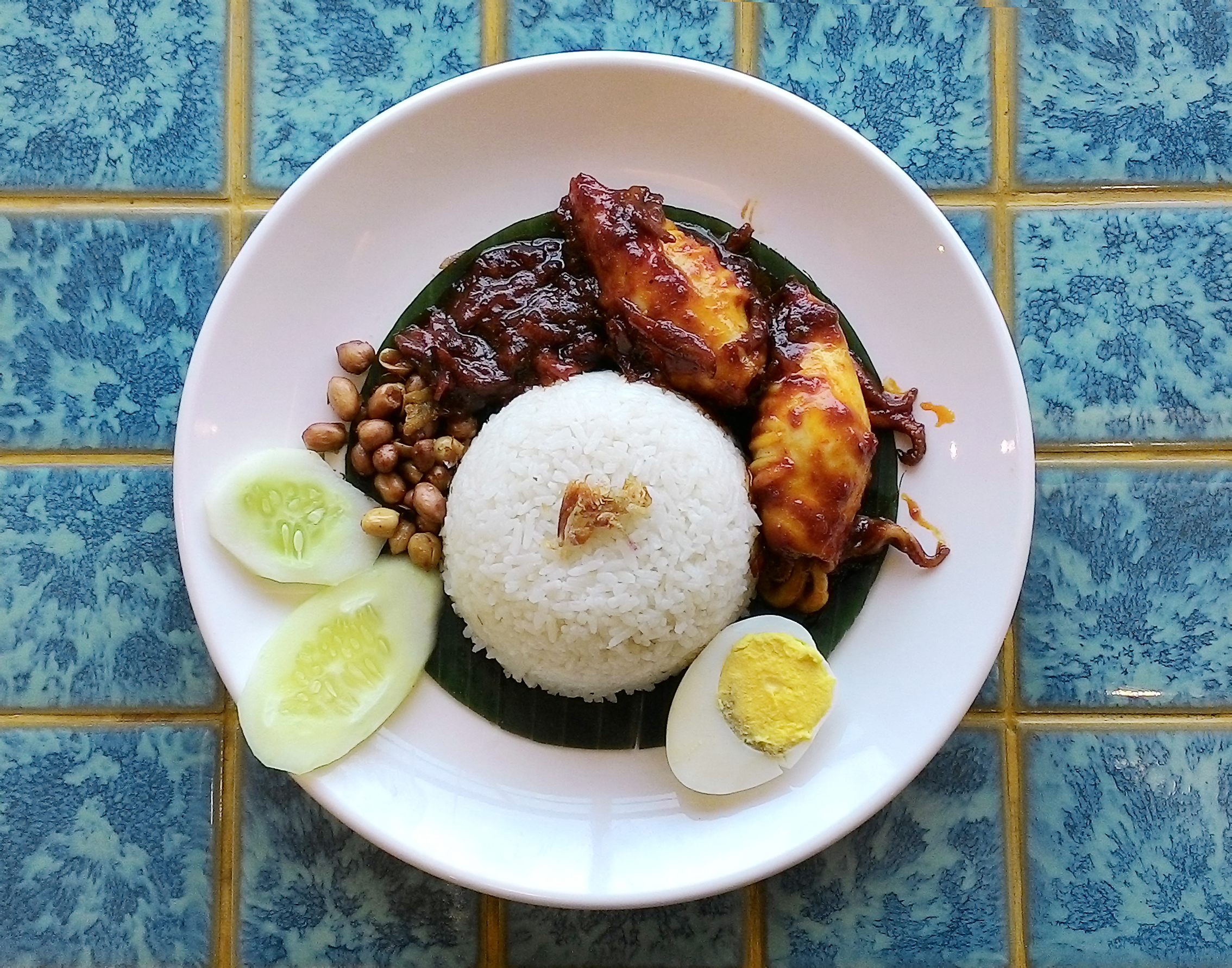
椰漿飯 fragrant coconut rice served with sambal sotong (chili squid), one of the most popular Malay breakfast dishes.

馬來料理，是馬來族的傳統烹調食物，這些馬來族多生活在馬來西亞、印尼（蘇門達臘與西加里曼丹）、新加坡、汶萊、泰國南部以及菲律賓南部。

## 參看
- 印尼飲食
- 新加坡飲食
- 馬來西亞飲食

## 外部連結
- Malay Cuisine, Melayu Online